# Reloj lunar

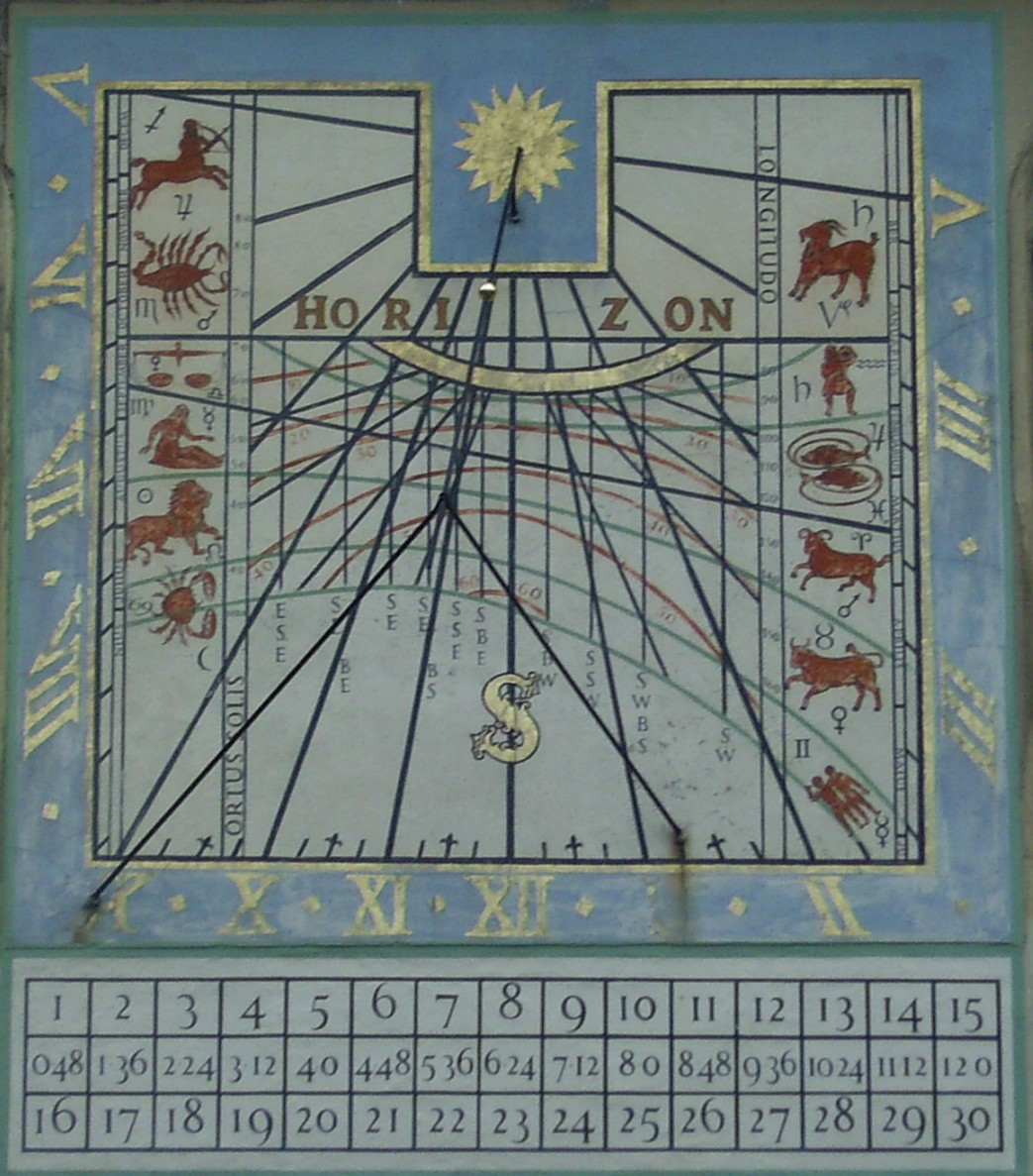
Reloj lunar del Queens' College, Cambridge, mostrando una tabla correctora con las fases lunares.

Un reloj lunar (aparece en la literatura como  Horologium lunare o reloj selenítico) es una variante de los relojes solares stilo-axiales (es decir de gnomon paralelo al eje terrestre). Funciona con los mismos principios de un cuadrante solar, la luz indirecta procedente de la luna ilumina la superficie de estos relojes, su gnomon proporciona la sombra de la luz lunar sobre ellos. El reloj lunar más básico, por lo tanto, es idéntico a un reloj solar que sólo proporciona las horas solares un día en el que se produce luna llena. En el resto de fases lunares es necesario añadir una corrección que va adjunta por regla general a una tabla añadida al diseño del reloj. 

## Conceptos
La Luna en su giro alrededor de la Tierra presenta diferentes aspectos visuales según sea su posición con respecto al Sol. Debido al movimiento diurno cada noche la posición lunar va retrogradando (en promedio) unos 48 minutos, esto quiere decir que tras una semana de haber alcanzado la luna llena la luz lunar posee un retraso de 5 horas y 36 minutos antes o después del tiempo solar. Es por esta razón por la que este tipo de relojes van acompañados de tablas y diagramas correctores.